# Brechtstraße 7 (Quedlinburg)

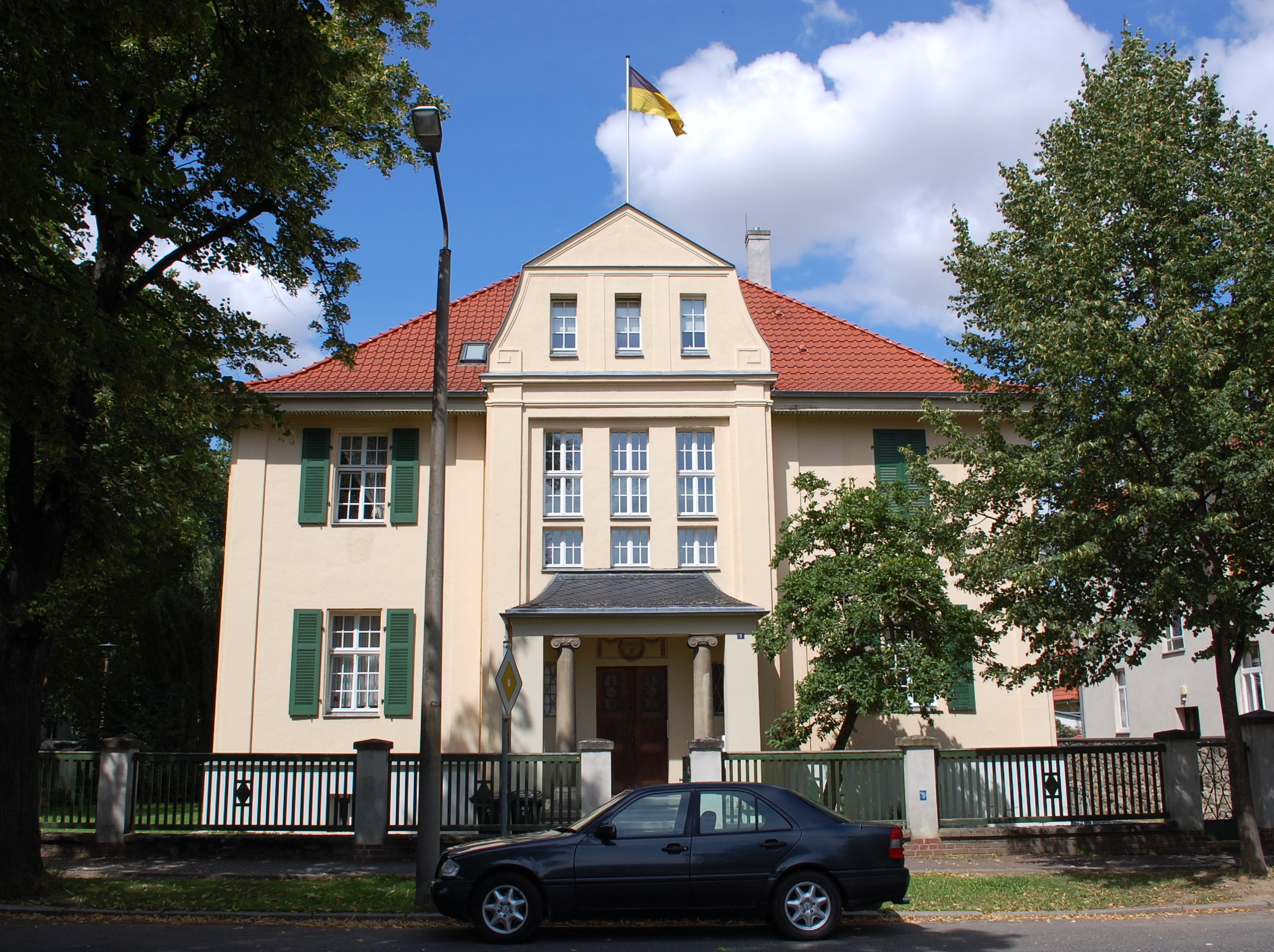
Haus Brechtstraße 7

Das Haus Brechtstraße 7 ist ein denkmalgeschütztes Gebäude in der Stadt Quedlinburg in Sachsen-Anhalt.

## Lage
Das Gebäude befindet sich nördlich der historischen Quedlinburger Innenstadt an der Einmündung der Straße Am heiligen Brunnen auf die Brechtstraße. Es ist im Quedlinburger Denkmalverzeichnis als Villa eingetragen. 

## Architektur und Geschichte
Die große Villa entstand in der Zeit um 1915. Die Gestaltung der Fassade erfolgte im Stil des Neoklassizismus, wobei Anklänge an Formen des Jugendstils vorhanden sind. Zur Brechtstraße hin wird das Gebäude durch einen Mittelrisaliten geprägt, in dessen Erdgeschoss sich das Eingangsportal befindet. Dem Risaliten vorgelagert ist eine Vorhalle. Die durch Pilaster erfolgende Gliederung wirkt monumental.
Bemerkenswert ist eine aus der Bauzeit erhalten gebliebene Bleiverglasung.